# 土方雄久
土方 雄久（ひじかた かつひさ、よしひさ、おひさ）は、戦国時代から江戸時代初期にかけての武将、大名。越中国布市藩藩主、のち能登国石崎藩藩主、下総国多古藩（田子藩）初代藩主。
通称は、彦三郎、勘兵衞。妻は長野左衞門大夫藤重の娘。

## 生涯
土方氏は源頼親に始まる大和源氏（宇野氏）の流れを汲む家柄である。
天文22年（1553年）、土方信治の子として尾張国名護屋で生まれる。母は前野長兵衞某の娘（異説あり）。父は織田信長に仕え、若くして討ち死した。
雄久は織田信雄に仕えた。その一字を拝領して、雄良（かつよし、よしよし）、のち雄久（かつひさ、よしひさ）と名乗った。
天正4年（1576年）の三瀬の変では日置大膳亮らと共に田丸城での長野具藤ら北畠一門粛清に関わった。天正9年（1581年）の第二次天正伊賀の乱で功を挙げた。天正11年（1583年）、従五位下となる。
天正12年（1584年）3月6日、雄久は信雄の命によって、対立している羽柴秀吉と誼を通じていたとして親秀吉派の津川義冬・岡田重孝・浅井長時を長島城に誘い出し、殺害した。これを皮切りとして小牧・長久手の戦いが勃発している。
天正15年（1587年）、信雄より尾張国犬山城4万5000石を与えられた。天正18年（1590年）、小田原征伐に従軍し、夜襲を行ってきた北条氏房の軍と戦い撃退している。戦後、信雄が改易された後は、豊臣秀吉の家臣として仕え、同19年（1591年）、越中国新川郡野々市1万石（富山市布市）を与えられた（後に2万4000石まで加増）。
慶長3年（1598年）、秀吉が死去した後は豊臣秀頼に仕えた。慶長4年（1599年）、家康の暗殺を企てたとして改易され、常陸国の佐竹義宣に預けられた。慶長5年（1600年）、関ヶ原の戦い前の会津征伐の際、小山にいた家康に召し出され、前田利長を東軍へ勧誘する使者を務めた。のち、徳川秀忠に近侍し、再び野々市に1万石の所領を与えられた（布市藩）。慶長7年（1602年）1月2日、河内守となった。
のち越中の所領は能登国石崎（七尾市）ほか同国内散在所領1万石（実高1万3000石）に替地された。慶長9年（1604年）、下総国多古（田子）に5000石が加増され、陣屋は田子に移された。晩年は秀忠の御伽衆となり、秀忠は外桜田の雄久邸にたびたび御成を行った。
慶長13年（1608年）11月12日、56歳で死去した。過多な喫煙による咽頭の病気が原因と伝える。法号は功運院建忠（『大日本史料』土方雄久卒伝）。神田の吉祥寺に葬られた（のち、この寺は駒込に移る）。
長男・雄氏は既に伊勢国菰野藩1万2000石を領していたため、慶長14年（1609年）2月、雄久の遺領と家督は秀忠の小姓だった次男・雄重が継承した。
三重県三重郡菰野町見性寺に位牌がある。

## 加賀前田氏との関係
一説によれば、前田利長・前田利政は雄久の従兄弟にあたるとされ、弟・太田長知（但馬守）が利長に仕えている。

## 系譜
父母
- 父：土方信治
- 母：土方俊治の娘、あるいは前野長兵衛の娘

正室
- 長野藤重の娘

子女
- 土方雄氏（長男）
- 平野長泰正室
- 西光寺某室、のち竹山庄兵衞某室
- 土方雄重（次男）
- 土方雄則
- 土方雄政
- 土方氏（織田信長側室）